# Michael Wallner
Michael Wallner (* 1958 in Graz) ist ein österreichischer Autor, Theaterregisseur und Schauspieler.

## Leben
Michael Wallner studierte Regie und Schauspiel am Max-Reinhardt-Seminar. Als Schauspieler war er unter anderem am Wiener Burgtheater und am Schillertheater Berlin engagiert. Seit 1986 ist er als freischaffender Opern- und Schauspielregisseur tätig.  Wallner lebt in Berlin und England.
Wallner inszenierte seit 1986 an folgenden Theatern: Düsseldorfer Schauspielhaus, Schauspiel Frankfurt, Burgtheater Wien, Volkstheater Wien, Thaliatheater Hamburg, Schauspielhaus Bochum, Volkstheater München, Saarländisches Staatstheater Saarbrücken, Oper Graz, Schauspielhaus Graz, Landestheater Innsbruck, Volkstheater Rostock, Deutsches Theater Göttingen, Theater Klagenfurt, Theater Bern, Theater Lübeck.
Wallner hat seit 2000 acht Romane (bei Luchterhand, Rowohlt und der Frankfurter Verlagsanstalt) und fünf Jugendbücher  (bei cbj) veröffentlicht. Seit 2003 hat er auch laut imdb außerdem insgesamt vier Drehbücher geschrieben, die für Film und Fernsehen umgesetzt wurden.

## Werke
- Manhattan fliegt. Reclam, Leipzig 2000, ISBN 3-379-01715-9.
- Cliehms Begabung. Frankfurter Verlagsanstalt, Frankfurt am Main 2000, ISBN 3-627-00076-5.[3]
- Haut. Reclam, Leipzig 2002, ISBN 3-379-20025-5.
- Finale. Rowohlt Berlin, Berlin 2003, ISBN 3-87134-472-9.
- April in Paris. Luchterhand, München 2006, ISBN 3-630-87221-2.
- Zwischen den Gezeiten. Luchterhand, München 2007, ISBN 978-3-630-87255-1.
- Die Zeit des Skorpions. cbt, München 2008, ISBN 978-3-570-16001-5.
- Die  russische Affäre. Luchterhand, München 2009, ISBN 978-3-630-87285-8.
- Blutherz. cbt, München 2009, ISBN 978-3-570-16046-6.
- Blutjäger. 1. Auflage. btb, München 2010, ISBN 978-3-570-16072-5.
- Kälps Himmelfahrt. 1. Auflage. Luchterhand, München 2011, ISBN 978-3-630-87305-3.
- Um jeden Preis. eriginals berlin, 2011, ISBN 978-3-86439-025-8.
- Secret Mission: Einsatz in New York. cbt, München 2011, ISBN 978-3-570-16089-3.
- Secret Mission: Das Drogenkartell. cbt, München 2012, ISBN 978-3-570-16122-7.
- Shalom Berlin. Piper, München 2020, ISBN 978-3-492-06191-9.
- Shalom Berlin – Sündenbock. Piper, München 2020, ISBN 978-3-492-06192-6.
- Shalom Berlin – Gelobtes Land. Piper, München 2021, ISBN 978-3-492-06256-5.
- Wie ein Licht in dunkler Zeit. Die Korff-Saga. Piper, München 2022, ISBN 978-3-492-99962-5.
- Die gespaltene Stadt. Piper, München 2023, ISBN 978-3-492-06398-2.

## Auszeichnungen
- 1994 Kainz-Medaille der Stadt Wien für die Regie Krieg von Rainald Goetz
- 2001 Phantastik-Preis der Stadt Wetzlar für Manhattan fliegt